# Alberto Borsari
Alberto Borsari (Cesena, 21 febbraio 1964 – 11 ottobre 2008) è stato un armonicista italiano.
Jazzista di fama internazionale, suona l'armonica cromatica, il cui maggior rappresentante è Toots Thielemans.
Ha collaborato con artisti quali: Ares Tavolazzi, Massimo Manzi, Silvia Donati, Giancarlo Bianchetti, Francesco Petreni, Bruno Cesseli, Patrizio Fariselli, Paolo Ghetti, Dimitri Sillato, in progetti suoi come: A.G.A.S. quartet, Alfonsina y el mar Project, Merkaba Group, oltre a partecipare a dischi di artisti come: Mina, Elio e le Storie Tese, Jovanotti, Quintorigo, Mietta.
Nel 2000 viene invitato al Pavarotti & friends per suonare con Eurythmics, Zucchero Fornaciari e il maestro Pavarotti. Ha suonato dando un importante contributo nella Biba Band.

## Biografia
Comincia suonando la chitarra ad 11 anni, ma il 22 febbraio 1984 un incidente stradale lo obbliga a muoversi su una sedia a rotelle. Non potendo suonare la chitarra di nuovo, continua a suonare con l'armonica cromatica.
Muore nel 2008 a 44 anni.